# Tryggö
Tryggö ligger Askums socken utanför Hunnebostrand, Sotenäs kommun i Bohuslän. Enligt Evert Taubes bok "Strövtåg i Ranrike" ligger Tryggve Olavsson, far till Olav Tryggvason, begravd på Tryggö. Ön Tryggö och Tryggöskär är privatägda av samma ägare sedan 1936. Tryggö är en del av naturreservatet Ramsvikslandet och Tryggö.